# 第一基本形式
在微分几何中，第一基本形式（first fundamental form）是三维欧几里得空间中一个曲面的切空间中内积，由{\displaystyle \mathbf {R} ^{3}}中标准点积诱导。它使得曲面的曲率和度量性质（比如长度与面积）可与环绕空间一致地计算。第一基本形式用罗马数字 I 表示：
{\displaystyle \mathrm {I} (v,w)=\langle v,w\rangle .\,}
设{\displaystyle X(u,v)}是一个参数曲面，则两个切向量的内积为
{\displaystyle {\begin{aligned}&{}\quad \mathrm {I} (aX_{u}+bX_{v},cX_{u}+dX_{v})\\&=ac\langle X_{u},X_{u}\rangle +(ad+bc)\langle X_{u},X_{v}\rangle +bd\langle X_{v},X_{v}\rangle \\&=Eac+F(ad+bc)+Gbd,\end{aligned}}}
这里{\displaystyle E}、{\displaystyle F}与{\displaystyle G}是第一基本形式的系数。
第一基本形式可以表示为一个对称矩阵
{\displaystyle \mathrm {I} (v,w)=v^{T}{\begin{pmatrix}E&F\\F&G\end{pmatrix}}w.}

## 进一步的记号
当第一基本形式写成一个参数时，它表示向量与自己的内积，
{\displaystyle \mathrm {I} (v)=\langle v,v\rangle =|v|^{2}.\,}
第一基本形式写成现代记法的度量张量。系数则可以写做 {\displaystyle g_{ij}}：
{\displaystyle \left(g_{ij}\right)={\begin{pmatrix}g_{11}&g_{12}\\g_{21}&g_{22}\end{pmatrix}}={\begin{pmatrix}E&F\\F&G\end{pmatrix}}}
这个张量的分量是切向量{\displaystyle X_{1}}与{\displaystyle X_{2}}的数量积：
{\displaystyle g_{ij}=X_{i}\cdot X_{j}}
对{\displaystyle i,j=1,2}。具体例子可见下一节。

## 變數變換
如果有一個曲面具有兩個表示參數{\displaystyle X(u,v)}以及{\displaystyle {\tilde {X}}({\tilde {u}},{\tilde {v}})}，則二者的第一基本形式的係數{\displaystyle E,F,G}與{\displaystyle {\tilde {E}},{\tilde {F}},{\tilde {G}}}存在一個關係:
{\displaystyle {\begin{pmatrix}E&F\\F&G\end{pmatrix}}={\begin{pmatrix}{\tilde {u}}_{u}&{\tilde {v}}_{u}\\{\tilde {u}}_{v}&{\tilde {v}}_{v}\end{pmatrix}}{\begin{pmatrix}{\tilde {E}}&{\tilde {F}}\\{\tilde {F}}&{\tilde {G}}\end{pmatrix}}{\begin{pmatrix}{\tilde {u}}_{u}&{\tilde {u}}_{v}\\{\tilde {v}}_{u}&{\tilde {v}}_{v}\end{pmatrix}}}，其中{\displaystyle {\begin{pmatrix}{\tilde {u}}_{u}&{\tilde {u}}_{v}\\{\tilde {v}}_{u}&{\tilde {v}}_{v}\end{pmatrix}}={\frac {\partial ({\tilde {u}},{\tilde {v}})}{\partial (u,v)}}}，所以說可以有
{\displaystyle EG-F^{2}=({\tilde {E}}{\tilde {G}}-{\tilde {F}}^{2})|{\frac {\partial (u,v)}{\partial (u,v)}}|^{2}}

## 计算长度与面积
第一基本形式完全描述了曲面的度量性质。从而，它使我们可以计算曲面上曲线的长度与区域的面积。线元素可以用第一基本形式的系数表示为：
{\displaystyle ds^{2}=Edu^{2}+2Fdudv+Gdv^{2}\,}.
由 {\displaystyle dA=|X_{u}\times X_{v}|\ du\,dv} 给出的经典面积元素可以用第一基本形式的系数利用拉格朗日恒等式写出，
{\displaystyle dA=|X_{u}\times X_{v}|\ du\,dv={\sqrt {\langle X_{u},X_{u}\rangle \langle X_{v},X_{v}\rangle -\langle X_{u},X_{v}\rangle ^{2}}}\ du\,dv={\sqrt {EG-F^{2}}}\,du\,dv.}

### 例子
{\displaystyle \mathbf {R} ^{3}}中单位球面可如下参数化
{\displaystyle X(u,v)={\begin{pmatrix}\cos u\sin v\\\sin u\sin v\\\cos v\end{pmatrix}},\ (u,v)\in [0,2\pi )\times [0,\pi ).}
{\displaystyle X(u,v)} 分别对 u 和 v 微分得出
{\displaystyle X_{u}={\begin{pmatrix}-\sin u\sin v\\\cos u\sin v\\0\end{pmatrix}},\ X_{v}={\begin{pmatrix}\cos u\cos v\\\sin u\cos v\\-\sin v\end{pmatrix}}.}
第一基本形式的系数可由取偏导数的点积得到：
{\displaystyle E=X_{u}\cdot X_{u}=\sin ^{2}v}
{\displaystyle F=X_{u}\cdot X_{v}=0}
{\displaystyle G=X_{v}\cdot X_{v}=1}

#### 球面上曲线的长度
球面的赤道可由 {\displaystyle (u(t),v(t))=(t,{\frac {\pi }{2}})} 参数化，这里{\displaystyle t}取值于 0 到 {\displaystyle 2\pi }。线元素可用来计算这个曲线的长度。
{\displaystyle \int _{0}^{2\pi }{\sqrt {E\left({\frac {du}{dt}}\right)^{2}+2F{\frac {du}{dt}}{\frac {dv}{dt}}+G\left({\frac {dv}{dt}}\right)^{2}}}\,dt=\int _{0}^{2\pi }\sin v\,dt=2\pi \sin v=2\pi .}

#### 球面上区域的面积
面积元素可用来计算球面的面积：
{\displaystyle \int _{0}^{\pi }\int _{0}^{2\pi }{\sqrt {EG-F^{2}}}\ du\,dv=\int _{0}^{\pi }\int _{0}^{2\pi }\sin v\,du\,dv=2\pi \left[-\cos v\right]_{0}^{\pi }=4\pi .}

## 高斯曲率
一个曲面的高斯曲率由
{\displaystyle K={\frac {\det II}{\det I}}={\frac {LN-M^{2}}{EG-F^{2}}},}
给出，这里{\displaystyle L}、{\displaystyle M}与{\displaystyle N}是第二基本形式的系数。
高斯的绝妙定理断言一个曲面的高斯曲率可以只用第一基本形式及其导数表示，从而{\displaystyle K}事实上是曲面的一个内蕴不变量。高斯曲率用第一基本形式明确的表达式由 Brioschi 公式给出。